# Xã Troy Grove, Quận LaSalle, Illinois
Xã Troy Grove (tiếng Anh: Troy Grove Township) là một xã thuộc quận LaSalle, tiểu bang Illinois, Hoa Kỳ. Năm 2010, dân số của xã này là 1.333 người.